# HMS Wakeful (R59)
Pour les autres navires du même nom, voir HMS Wakeful.
Le HMS Wakeful est un destroyer de la classe W de la Royal Navy.

## Histoire
Le destroyer est construit sous le nom provisoire de Zebra, mais il est renommé Wakeful en janvier 1943 ; le nom Zebra reviendra à un autre navire en construction (en). Il s'agit du deuxième navire à porter ce nom, après un autre destroyer (en) de la classe V et W coulé par un Schnellboot le 29 mai 1940 lors de l'évacuation de Dunkerque.
Le Wakeful rejoint la Home Fleet le 17 février 1944 pour des essais en mer puis intègre la flotte en mars dans la 27e flottille de destroyers avec d'autres navires de sa classe. La flottille est déployée en soutien à l'opération Tungsten, où elle apporte des navires d'escorte au raid aérien contre le cuirassé allemand Tirpitz dans l'Altafjord puis dans la conquête de Narvik.
Tout au long de juin et juillet 1944, il est réaménagé pour le redéploiement de la flottille dans l'Eastern Fleet basée à Trinquemalay. En octobre 1944, l'Eastern Fleet lance des attaques aériennes de diversion sur les îles Nicobar pendant l'assaut amphibie américain de Leyte. En novembre, la 27e flottille est transféré dans le Pacifique.
En janvier 1945, le Wakeful prend part à l'opération Meridian comme navire d'escorte au cours des bombardements des raffineries de Palembang à Pladju puis dans la deuxième partie de l'opération, l'attaque de Soengi-Gerong. En mars 1945, la flotte britannique pacifique se joint à la Cinquième flotte des États-Unis puis à la Troisième en mai 1945. En août 1945, il remplit encore le même rôle à Hokkaido. Le destroyer se trouve dans la baie de Tokyo au moment de la reddition du Japon puis est disponible pour l'occupation du pays puis la rapatriement des soldats alliés à Sydney. Il revient au Royaume-Uni en décembre 1945.
Le Wakeful sert ensuite de navire d'entraînement avant d'être converti en frégate type 15 (en) au Scotts Shipbuilding and Engineering Company entre 1951 et 1953. Il est présent à la parade de la flotte pour le couronnement d'Élisabeth II.
Il est assigné dans la 5e escadre (en) en mer Méditerranée jusqu'en 1957. Il participe à l'opération Mousquetaire. En 1959, il revient un navire d'entraînement à Portsmouth. Le 25 février 1960, il sert à la sépulture en mer d'Edwina Mountbatten.
En avril 1964, il est mis dans la 2e escadre. On l'utilise pour le tournage de la scène d'ouverture du film Aux postes de combat (les plans à l'intérieur du navire sont tournés dans la frégate Troubridge).
En 1966 et 1967, il est équipé pour des essais de satellites expérimentaux et de stabilisateurs. Le 31 octobre 1967, il escorte le Queen Mary pour son dernier voyage de Southampton à Long Beach. En 1969, le destroyer est remplacé par le Grenville (en).
En 1970, le Wakeful est déclassé et quitte Portsmouth le 26 février. Il vendu pour la ferraille à Thos W Ward le 10 juin 1971 et arrive à Inverkeithing pour sa démolition le 5 juillet de cette année.